# Phillip Island
Pour les articles homonymes, voir Phillip Island (homonymie).
Phillip Island (7 071 habitants) est une île située dans le détroit de Bass, à l'entrée de la baie de Western Port, à environ 140 kilomètres au sud-sud-est de Melbourne, dans l'État de Victoria en Australie.

## Histoire
L'île doit son nom au gouverneur Arthur Phillip, le premier gouverneur de la Nouvelle-Galles du Sud.

## Géographie
L'île a une superficie d'environ 100 km2 avec une longueur de 26 km sur une largeur maximale de 9 km. Elle a 97 km de côtes. un pont de 640 mètres la relie au continent près de la ville de San Remo. Elle constitue un brise-lames naturel pour les eaux peu profondes de Western Port.

### Climat
Phillip Island a un climat océanique (Köppen: Cfb) avec des étés tièdes et assez secs et des hivers doux et relativement humides. Les températures maximales varient de 23,8 ºC en février à 13,5 ºC en juillet, tandis que les températures minimales varient de 14,0 ºC en février à 6,8 ºC en juillet. La pluviométrie est modérée : 738,1 mm par an, avec 151,4 jours pluvieux. L'île n'est pas ensoleillée, parce qu'elle connaît 98,7 jours nuageux et seulement 31,8 jours clairs annuellement. La température la plus élevée enregistrée est de 41,5 ºC le 29 janvier 2009, tandis que la température la plus basse est de −2,3 ºC le 28 juillet 1994.
| Mois                                  | jan.      | fév.      | mars      | avril     | mai       | juin      | jui.      | août      | sep.      | oct.      | nov.      | déc.      | année           |
| ------------------------------------- | --------- | --------- | --------- | --------- | --------- | --------- | --------- | --------- | --------- | --------- | --------- | --------- | --------------- |
| Température minimale moyenne (°C)     | 13,9      | 14        | 12,9      | 10,6      | 8,9       | 7,5       | 6,8       | 7,3       | 8,3       | 9,1       | 10,5      | 12,1      | 10,2            |
| Température maximale moyenne (°C)     | 23,7      | 23,8      | 22,3      | 19,8      | 16,8      | 14,4      | 13,5      | 14,5      | 16,1      | 17,8      | 19,8      | 21,9      | 18,7            |
| Record de froid (°C) date du record   | 4 2009    | 4,4 1996  | 1,6 2005  | −1,5 2009 | −0,2 2010 | −1,5 2013 | −2,3 1994 | −2 2006   | −1 1998   | 0,6 2000  | 0,5 1998  | 1,7 2008  | −2,3 28/07/1994 |
| Record de chaleur (°C) date du record | 41,5 2009 | 39,2 2009 | 37,2 2008 | 33 2014   | 25,1 2013 | 21,8 2005 | 21,8 2013 | 23,8 2006 | 27,8 2011 | 30,9 2015 | 34,2 2006 | 39,2 1998 | 41,5 29/01/2009 |
| Précipitations (mm)                   | 33,4      | 34        | 49,4      | 63,1      | 70        | 78,2      | 76,9      | 79,7      | 69,5      | 66,9      | 60        | 48,9      | 738,1           |
| Nombre de jours avec précipitations   | 7,8       | 6,8       | 9,5       | 12,5      | 13,9      | 15,3      | 17,6      | 17,7      | 15,9      | 13,8      | 11,4      | 9,2       | 151,4           |
| Humidité relative (%)                 | 67        | 67        | 67        | 69        | 76        | 78        | 76        | 73        | 71        | 69        | 69        | 68        | 71              |

## Économie et société
L'île est utilisée pour l'élevage du bétail (ovins et bovins) sur 60 % de sa surface.
Elle attire aussi beaucoup de touristes (3,5 millions par an) du fait de la présence de manchots pygmées qui rentrent par milliers le soir sur l'île et de la plus grande colonie australienne de lions de mer. 
On y pratique aussi le surf et la pêche au gros.